# NGC 5255
NGC 5255 é uma galáxia espiral (S?) localizada na direcção da constelação de Ursa Major. Possui uma declinação de +57° 06' 35" e uma ascensão recta de 13 horas, 37 minutos e 17,9 segundos.
A galáxia NGC 5255 foi descoberta em 17 de Abril de 1789 por William Herschel.